# Beautiful Love
 (août 2024).
La mise en forme du texte ne suit pas les recommandations de Wikipédia : il faut le « wikifier ».
Les points d'amélioration suivants sont les cas les plus fréquents. Le détail des points à revoir est peut-être précisé sur la page de discussion.
- Les titres sont pré-formatés par le logiciel. Ils ne sont ni en capitales, ni en gras.
- Le texte ne doit pas être écrit en capitales (les noms de famille non plus), ni en gras, ni en italique, ni en « petit »…
- Le gras n'est utilisé que pour surligner le titre de l'article dans l'introduction, une seule fois.
- L'italique est rarement utilisé : mots en langue étrangère, titres d'œuvres, noms de bateaux, etc.
- Les citations ne sont pas en italique mais en corps de texte normal. Elles sont entourées par des guillemets français : « et ».
- Les listes à puces sont à éviter, des paragraphes rédigés étant largement préférés. Les tableaux sont à réserver à la présentation de données structurées (résultats, etc.).
- Les appels de note de bas de page (petits chiffres en exposant, introduits par l'outil «  Source ») sont à placer entre la fin de phrase et le point final[comme ça].
- Les liens internes (vers d'autres articles de Wikipédia) sont à choisir avec parcimonie. Créez des liens vers des articles approfondissant le sujet. Les termes génériques sans rapport avec le sujet sont à éviter, ainsi que les répétitions de liens vers un même terme.
- Les liens externes sont à placer uniquement dans une section « Liens externes », à la fin de l'article. Ces liens sont à choisir avec parcimonie suivant les règles définies. Si un lien sert de source à l'article, son insertion dans le texte est à faire par les notes de bas de page.
- La présentation des références doit suivre les conventions bibliographiques. Il est recommandé d'utiliser les modèles {{Ouvrage}}, {{Chapitre}}, {{Article}}, {{Lien web}} et/ou {{Bibliographie}}. Le mode d'édition visuel peut mettre en forme automatiquement les références.
- Insérer une infobox (cadre d'informations à droite) n'est pas obligatoire pour parachever la mise en page.

Pour une aide détaillée, merci de consulter Aide:Wikification.
Si vous pensez que ces points ont été résolus, vous pouvez retirer ce bandeau et améliorer la mise en forme d'un autre article.
Beautiful Love est une chanson populaire composée par Wayne King (en), Victor Young et Egbert Van Alstyne (en). Les paroles sont de Haven Gillespie. Il a été joué la première fois par le Wayne King Orchestra en 1931 ,.

## Généralités
Le titre était à l'origine une valse à 3 temps ; mais, par la suite, il a été le plus souvent joué à 4 temps .
Devenu un standard de jazz, le titre est inclus dans le Real Book ainsi que dans le New Real Book,.
Il apparaît, comme thème d'amour, dans les films La Momie (1932)  et Hôtel Continental (1932).
La chanson est incluse dans le film Sing a Jingle (1944)  et elle a également été incluse dans le film Crimes et délits de Woody Allen de 1989.

## Autres enregistrements
- Bing Crosby a enregistré la chanson le 24 juillet 1944 avec Victor Young et son orchestre pour Decca Records[8].
- Anita O'Day - pour son album This Is Anita (1956)[9].
- Edna Savage (1959)[10].
- Bill Evans - Explorations (1961)
- Le groupe de métal alternatif new-yorkais Helmet a inclus une reprise de la chanson sur son album Betty de 1994[11].
- Michel Petrucciani avec Jim Hall (musicien) et Wayne Shorter pour leur album live Power of three (Blue Note, 1987).
- Jacky Terrasson et Tom Harrell - Lune et Sable (1991) [12]
- La chanson a été enregistrée par Sophie Milman sur son album Take Love Easy en 2009[13].